# Éducation thérapeutique du patient
Pour les articles homonymes, voir ETP.
L’éducation thérapeutique du patient (ETP) « s’entend comme un processus de renforcement des capacités du malade ou de son entourage à prendre en charge l’affection qui le touche, sur la base d’actions intégrées au projet de soins. Elle vise à rendre le malade plus autonome par l’appropriation de savoirs et de compétences afin qu’il devienne l’acteur de son changement de comportement, à l’occasion d’évènements majeurs de la prise en charge (initiation du traitement, modification du traitement, événements intercurrents, etc.) mais aussi plus généralement tout au long du projet de soins, avec l’objectif de disposer d’une qualité de vie acceptable par lui. »
L'éducation thérapeutique du patient s'intègre dans un processus continu de soins et de prise en charge. 
Elle répond à une demande de prévention tertiaire. Il s'agit d'une branche spécifique de l'éducation pour la santé. Ce sont des professionnels de la santé qui vont transmettre une partie de leurs savoirs et de leur savoir-faire au patient.
Il s'agit avant tout d'une approche pluridisciplinaire où plusieurs professionnels de santé (infirmiers, pharmaciens, orthophonistes,  masseur-kinésithérapeutes, psychomotriciens, médecins, psychologues, diététiciens, aide-soignants, aide médico-psychologiques, ergothérapeutes, préparateurs en pharmacie), en partenariat avec des patients-experts souvent issus d'associations de malades et même l'entourage peuvent intervenir quand la personne malade en exprime le besoin. D'ailleurs elle-même est aussi porteuse d'un savoir qu'il ne faut pas ignorer dans la prise en charge afin d'améliorer la qualité des prestations de soins.
Ce type d'éducation pour la santé s'adresse aux personnes malades (souvent chroniques) et à leur entourage afin de leur permettre une meilleure acceptation d'eux-mêmes. L'approche doit rester centrée sur la personne malade et tenir compte de toutes les dimensions de l'être humain (biologique, psychologique, socioculturelle, spirituelle).

## Définition
L’éducation thérapeutique du patient (ETP) appartient au champ des éducations en santé, et fait partie intégrante du soin. Elle concerne avant tout les patients atteints de maladies chroniques. Selon l’OMS (Organisation Mondiale de la Santé), « l’éducation thérapeutique du patient vise à aider les patients à acquérir ou maintenir les compétences dont ils ont besoin pour gérer au mieux leur vie avec une maladie chronique ». Officiellement reconnue par la loi portant réforme de l’Hôpital du 21 juillet 2009, l’ETP s’inscrit dans le parcours de soins du patient selon le code de santé publique (art. L.1161-1 à L.1161-4) et ses modalités de mise en œuvre sont décrites dans l’article 84 de cette loi.
Elle se définit comme un ensemble d’activités d’information, de conseil et d’apprentissage, destiné à rendre le patient compétent dans la gestion de sa maladie et de son traitement, et à favoriser la construction d’un nouvel équilibre de vie avec la maladie. L’ETP contribue à l’autonomie de la personne malade dans une perspective émancipatrice en prenant en compte dans sa mise en œuvre l’ensemble des facteurs organiques, psychosociaux et environnementaux qui interagissent dans l’évolution de la maladie chronique. 

Ses buts spécifiques sont de favoriser le transfert de compétences du soignant au patient dans le but de permettre :
- l’acquisition et le maintien par le patient de compétences d’auto-soins lui permettant en sécurité d’assurer par lui-même la gestion de son traitement, de ses crises, de soulager ses symptômes, et de prévenir les complications évitables ;
- la mobilisation ou l’acquisition de compétences d’adaptation à la maladie lui permettant de concilier son projet de vie avec la maladie et le traitement.

Ce processus continu et intégré aux soins s’inscrit « dans une recherche permanente d’équilibre, dans une négociation entre une norme thérapeutique proposée par le milieu médical et soignant et celle du patient issue de ses représentations, de ses projets et qu’il entretient par son savoir expérientiel, son système de valeurs, ses habitudes de vie ». Il représente une nouvelle alliance thérapeutique actant la reconnaissance de la personne malade comme sujet autodéterminé et partenaire à part entière de la gestion de sa maladie.

## Histoire
- 1998 : l'OMS Europe reconnaît l'Éducation Thérapeutique du Patient (ETP) : « l'ETP devrait être systématiquement intégrée dans les soins délivrés aux personnes souffrant de maladie chronique. »
- 2001 : la Direction générale de la Santé organise un groupe de travail sur l'ETP.
- 2002 : circulaire ministérielle d'appel à projet national d'ETP aux établissements de santé.
- 2004 : création du dispositif : Action de santé libérale en équipe : Association ASALÉE[6] : coordination IDSP et MG
- 2007 : recommandations de la HAS : « ETP : définitions, finalités et organisations »[7].
- 2009 : la loi Hôpital, Patient, Santé, Territoires de juillet 2009, a inscrit l'ETP par son article 84 dans le droit français : « L'éducation thérapeutique du patient s'inscrit dans le parcours de soins du patient. Elle a pour objectif de rendre le patient plus autonome en facilitant son adhésion aux traitements et en améliorant sa qualité de vie… »
- 2010 : décret relatif aux conditions d'autorisation des programmes d'éducation thérapeutique du patient
- 2013 : arrêté du 31 mai 2013 modifiant l'arrêté du 2 août 2010 relatif aux compétences requises pour dispenser l’éducation thérapeutique du patient.
- 2015 : arrêté du 14 janvier 2015 relatif au cahier des charges des programmes d'éducation thérapeutique du patient et à la composition du dossier de demande de leur autorisation et de leur renouvellement et modifiant l'arrêté du 2 août 2010 modifié relatif aux compétences requises pour dispenser ou coordonner l'éducation thérapeutique du patient.

## Objectifs
L'éducation thérapeutique vise à aider le patient et son entourage à comprendre sa maladie et le traitement, coopérer avec les soignants, vivre le plus sainement possible, maintenir ou améliorer la qualité de vie, prendre en charge son état de santé, acquérir et maintenir les ressources nécessaires pour gérer de façon optimale sa vie avec la maladie.
La question de l’éthique de l’éducation thérapeutique n’est pas aussi simple qu’il y paraît de prime abord. Certes, l’éducation thérapeutique est éthiquement nécessaire, car c’est elle qui permet la fondation d’une véritable médecine de la personne qui respecte l’autonomie des personnes qui ont une maladie chronique. L'éducation thérapeutique n’échappe pas au risque de manipuler, pour leur bien, les patients, et ce risque est réel. Il est donc nécessaire de montrer la différence qui existe entre persuasion, qui est légitime, et manipulation, qui serait inadmissible.

## Étapes de la démarche éducative
L’approche systémique reste un mode d’organisation des interventions formelles d’éducation  permettant de respecter le caractère opératoire et la pertinence des buts à atteindre par rapport à une situation donnée et le réalisme sur l’application de ces mêmes buts. Pour ces raisons, l’approche systémique convient bien à l’éducation thérapeutique permettant d’en organiser le déroulement (démarche pédagogique). Cette organisation  est fondée sur plusieurs étapes qui permettent de concrétiser des interventions d’inspiration théorique différente dès lors qu’il s’agit de soutenir le rapport qu’établit le patient avec son apprentissage à gérer une maladie, son traitement et son vivre avec une maladie. C’est ainsi qu’il ne faut pas confondre le mode d’organisation systémique facilitant son intégration dans les prises en charge médicales et de soins et les modes d’intervention pouvant se référer à différents champs disciplinaires : pédagogique, psychologie clinique, psychologie sociale, anthropologie par exemple…
Quatre étapes caractérisent cette démarche :

### 1reétape: diagnostic éducatif  (ou bilan éducatif partagé): identification des besoins éducatifs du patient et leurs liens avec les nécessités thérapeutiques et de soins
Le but  du diagnostic est pour le soignant de comprendre ce que comprend la personne soignée de sa situation de santé et comment il agit vis-à-vis d’elle. C’est ainsi que pour réaliser un diagnostic éducatif, l’équipe soignante explore avec le patient : ses connaissances sur sa maladie et les traitements, sa perception du traitement et de ce qu’il imagine de son évolution, les facteurs de risque, l’évolution des éventuels effets secondaires de la pathologie (exemple : installation d’un handicap), les répercussions de sa maladie dans sa vie quotidienne, son ressenti, les difficultés rencontrées pendant la maladie, les répercussions sur la dynamique familiale, les répercussions professionnelles dues à la maladie, ses activités et ses projets, ses ressources, son mode de vie familiale et sociale, sa personnalité, l'identification de son processus d'adaptation et de ses potentialités d’apprentissage.
Le diagnostic n’est jamais exhaustif et définitif. Il est contextualisé, c’est-à-dire que l’exploration qu’il permet, investit différemment les domaines précédemment cités en fonction de la période de la prise en charge de la personne. 
La synthèse du diagnostic éducatif consiste à identifier les apprentissages que pourrait développer le patient (acquisition de compétences d’auto-soins et d’adaptation à la maladie) lui permettant de concilier le maintien de son projet personnel et l’intégration de la gestion de la maladie et de son traitement dans la vie quotidienne. Cela nécessite un accord entre le patient et l’équipe soignante sur les apprentissages à réaliser.

### 2eétape: contrat d’éducation thérapeutique: négociation avec le patient des compétences à acquérir au sein d’un programme d’éducation thérapeutique du patient en tenant compte des besoins du patient et des choix thérapeutiques
Le but du programme d’éducation thérapeutique est que le patient soit capable d’éviter les principaux accidents et complications de la maladie, tout en menant une vie qui ait du sens et du goût pour lui.
Pour cela, il s’agit de déterminer avec le patient les compétences à acquérir et de définir ensemble les priorités d'apprentissage ainsi que les moyens à mettre en œuvre pour réussir ces acquisitions. Cette négociation sur les compétences à atteindre ainsi que sur les moyens de les acquérir entre le patient et l’équipe soignante s'effectue dans le cadre d’un contrat d’éducation entendu comme un accord réciproque (sans valeur juridique). Celui-ci renforce l’engagement et la motivation des deux parties dans un projet pédagogique concerté. La motivation est l’élément clé soutenant l’apprentissage. Elle n’est mise en jeu que si l’apprenant est convaincu que ce qu’il doit apprendre a de la valeur, et a une signification pour lui et peut lui être utile dans son vivre avec la maladie et le traitement.
Les contrats d’éducation évoluent en fonction des évènements de vie du patient, de l’évolution de ses besoins dépendent des diagnostics éducatifs mis en œuvre. Cela permet surtout de structurer la démarche et de faciliter la communication entre le patient et l’équipe soignante.
L’acquisition d’une compétence ne se décrète pas et nécessite un apprentissage qui selon les cas demande des paliers d’acquisition. (micro-objectifs selon l’expression de Jean-Philippe Assal ou objectifs contributifs).
Selon le contexte, certaines compétences vont se révéler plus prioritaires que d’autres. 
Les compétences de sécurité font l’objet du contrat minimum et correspondent à la gestion du risque clinique par le patient, puis il y fait suite les objectifs personnalisés relevant du projet du patient et de ses besoins propres.
En général, selon la HAS/OMS, le patient et/ou avec la participation de son entourage a besoin d'acquérir au terme d’un programme d’éducation thérapeutique des :
- Compétences d’auto-soins : décisions que le patient prend avec l’intention de modifier l’effet de la maladie sur sa santé.

Exemples : soulager les symptômes, prendre en compte les résultats d’une auto surveillance, adapter des doses de médicaments, réaliser des gestes techniques…
- Compétences d’adaptation à la maladie (autrement appelées compétences psycho-sociales) : compétences personnelles et interpersonnelles, cognitives et physiques, qui permettent aux personnes de maîtriser et de diriger leur existence, et d’acquérir la capacité à vivre dans leur environnement et à modifier celui-ci.

Par exemple, se connaître soi-même, avoir confiance en soi, savoir gérer ses émotions, prendre des décisions, avoir une pensée créative/avoir une pensée critique, savoir communiquer efficacement/être habile dans les relations inter- personnelles, savoir gérer son stress/savoir gérer ses émotions. 
Selon Ivernois (d’) J-F. et Gagnayre R., ces compétences peuvent se décrire de manière plus précises selon les cas suivants :
| Compétences | Objectifs spécifiques (exemples) |
| --- | --- |
| Faire connaître ses besoins, informer son entourage                                                                          | Exprimer ses besoins, ses valeurs, ses connaissances, ses projets, ses attentes, ses émotions (diagnostic éducatif) |
| Comprendre, s’expliquer | Comprendre son corps, sa maladie S’expliquer la physiopathologie, les répercussions socio-familiales de la maladie S’expliquer les principes du traitement                                                                                                 |
| Repérer, analyser, mesurer                                                                                                   | Repérer des signes d’alerte, des symptômes précoces Analyser une situation à risque, des résultats d’examen Mesurer sa glycémie, sa pression artérielle, son débit respiratoire de pointe…                                                                 |
| Faire face, décider | Connaître, appliquer la conduite à tenir face à une crise (hypoglycémie, hyperglycémie, crise d’asthme…) Décider dans l’urgence… |
| Résoudre un problème de thérapeutique quotidienne, de gestion de sa vie et de sa maladie, résoudre un problème de prévention | Ajuster le traitement, adapter les doses d’insuline Réaliser un équilibre diététique sur la journée, la semaine Prévenir les accidents, les crises Aménager un environnement, un mode de vie favorables à sa santé (activité physique, gestion du stress…) |
| Pratiquer, faire | Pratiquer les techniques (injection d’insuline, autocontrôle glycémique, « spray », chambre d'inhalation, débitmètre de pointe) Pratiquer les gestes (autoexamen des œdèmes, prise de pouls…) Pratiquer des gestes d’urgence                               |
| Adapter, réajuster | Adapter sa thérapeutique à un autre contexte de vie (voyage, sport, grossesse…) Réajuster un traitement, ou une diététique Intégrer les nouvelles technologies médicales dans la gestion de sa maladie et de son traitement                                |
| Utiliser les ressources du système de soins, faire valoir ses droits                                                         | Savoir où et quand consulter, qui appeler Rechercher l’information utile Faire valoir des droits (travail, école, assurances…) Participer à la vie des associations de patients…                                                                           |

Ce tableau ne présente pas toutes les compétences nécessaires au patient pour gérer sa maladie et son traitement et pour vivre avec une maladie. Celles-ci sont plus orientées vers les auto-soins.

### 3eétape: mise en œuvre du programme personnalisé d’éducation thérapeutique du patient
Pour permettre au patient d’acquérir les compétences identifiées, le suivi d’un programme ou d’activités d’éducation thérapeutique conçu à cet effet est proposé. D’une certaine manière, l’acquisition des compétences gouverne le choix des méthodes pédagogiques.
Il s’agit d’un programme d’éducation thérapeutique personnalisé qui est organisé avec l’équipe soignante, à partir des informations recueillies au cours du diagnostic éducatif préalable. Il n'est donc pas possible de standardiser un programme d’éducation (même si c’est un risque). La personnalisation intervient au regard du contexte d’application de la compétence. En d’autre terme, si la formulation de la compétence peut être identique pour tout patient, c’est son application qui appellera des stratégies et ressources personnelles et environnementales dépendantes du contexte de vie quotidien. 
Le choix d’une méthode pédagogique qu’elle soit individuelle ou de groupe pour l’acquisition d’une compétence dépend dans une large mesure de l’approche pédagogique choisie. Actuellement, celles-ci relèvent du socio-constructivisme, du cognitivisme et dans une moindre mesure de la psycho-phénoménologie.
La personnalisation peut concerner les méthodes pédagogiques. En effet, tout apprenant est différent dans son rapport à l’apprentissage, les contenus qu’il a à s’approprier et son vécu de la maladie influençant son apprentissage. Ainsi, le choix dépend donc du public d’apprenant, des compétences (ou des objectifs) visées, du principe d’apprentissage soutenu, du contexte d’éducation, de la commodité de mise en œuvre et doit être en cohérence par rapport à l’attitude pédagogique du soignant. L’utilisation d’une pédagogie différenciée est fréquemment envisagée.
En pratique, les méthodes actives et participatives individuelles ou en groupe sont fortement recommandées car elles permettent au patient de pratiquer et d’éprouver une connaissance : apprentissage par essais, expérimentations, exercices, analyse de situations vécues par les patients, méthodes de résolution de problèmes (voire actuellement de simulations), entraînements à transférer dans le quotidien et dans différentes situations de vie les apprentissages réalisés.

### 4eétape: évaluation des compétences acquises, du déroulement du programme
L’évaluation de l’éducation thérapeutique du patient est un processus dynamique et continu qui peut intervenir à plusieurs moments lors de la : 
- phase d’éducation initiale : correspond au moment de l’annonce du diagnostic de la maladie et vise à faire acquérir les compétences de sécurité).
- phase de suivi éducatif : correspond à l’accompagnement des essais, des expériences du patient dans son quotidien et vise l’approfondissement de ses compétences.
- phase de reprise éducative : intervient lors d’un évènement considéré comme important aussi bien par le patient que par le soignant ; elle est proposée quand les compétences ne sont pas suffisamment maîtrisées, lorsque les conditions de vie du patient se modifient, lorsque la thérapeutique change, ou lors de l’apparition ou de l’aggravation de complications.

L’évaluation de l’éducation thérapeutique du patient comprend un ensemble d’éléments (objets d’évaluation) multiples parfois intriqués relevant de différents domaines d’analyse de l’activité humaine. Plusieurs portes d’entrée sont possibles.
- évaluation de la transformation du patient : il faut distinguer ce qui relève de l’éducation thérapeutique c’est-à-dire les apprentissages réalisés (compétences mobilisées dans le contexte pour lequel elle est envisagée) et que l’on estime être en étroite relation avec l’intervention d’éducation et les effets pouvant être constatés par la mobilisation de la compétence. Il est important de différencier ces deux aspects pour éviter de conclure que l’éducation thérapeutique ne serait pas utile parce qu’un paramètre clinique ne s’améliore pas. Une personne peut faire ce qu’il est nécessaire alors que la maladie évolue.
À titre d’indications, on peut citer : 
  - sur le plan pédagogique : mesure quantitative et qualitative des représentations, de l’organisation des connaissances, des raisonnements, des modes de décision (domaine cognitif), des savoir-faire (domaine sensorimoteur) et des savoir-être (domaine psychoaffectif)** sur le plan psychosocial : mesure quantitative et qualitative concernant la mise en place de modes de vie compatibles avec la gestion de la maladie, qualité de vie, dynamique familiale, insertion professionnelle, engagement social, rapport à soi en termes de confiance en soi, de processus d’ajustement…
  - sur le plan bio-médical : mesure quantitative des paramètres biologiques et cliniques, incidents et accidents, type de recours aux soins.

C'est la présence d’une dynamique globale et non véritablement d’un « score » au travers de ces différentes évaluations qui montre que le patient « s’oriente » ou non vers une meilleure prise en charge de sa santé.
- Évaluation du programme et des activités d’éducation thérapeutique :
Cette évaluation vise à apporter des améliorations pédagogiques, organisationnelles sur le déroulement d’un programme ou des activités d’éducation thérapeutique. Pour cela, l’évaluation peut porter sur plusieurs aspects :
  - les soignants éducateurs et le fonctionnement pédagogique de l’équipe
  - les méthodes et les outils pédagogiques
  - l’organisation du programme et des activités d’éducation thérapeutique
  - les conditions éthiques du programme ou activités d’éducation thérapeutique
  - La participation des patients dans la conception, l’animation et l’évaluation des programmes et activités d’éducation thérapeutique

- Évaluation de la transformation des pratiques soignantes et de l’organisation des soins :
Parmi les effets constatés, des changements s’opèrent dans le type de relation qu’établit le soignant avec le patient. Sa pratique de soignant change influencée par sa pratique d’éducation pour dépasser l’influence d’un modèle bio-médical et tenter d’asseoir une pratique associant les références de ce même modèle et  celui centré sur un patient considéré comme un sujet autodéterminé. De plus, l’inscription de temps d’éducation dans l’activité de soins  tend à influencer son organisation questionnant les prises en charge médicales et de soins actuelles. Enfin, considérant que les personnes ont de plus en plus de connaissances et sont actives vis-à-vis de leur santé, des évaluations portent sur la manière dont les nouvelles conceptions d’un système de soins tiennent compte des compétences des personnes à y recourir et à l’utiliser différemment.

## Moyens d'action
Les moyens d'action consistent dans des activités de sensibilisation, d'information et d'apprentissage ; une aide psychologique et sociale ; un accompagnement individualisé et/ou accompagnement de l'entourage ou de l'aidant si besoin ; un suivi régulier, si nécessaire, à l'aide de consultations individuelles ou d'ateliers de groupe ; des outils adaptés à la personne et à son niveau de compréhension ; une prise en charge pluridisciplinaire de la personne: orientation vers d'autres intervenants selon les besoins exprimés par la personne.
Bioethics International publie un indicateur sur le niveau de bioéthique des compagnies pharmaceutiques afin de favoriser l’éducation thérapeutiques des patients.

## Processus d'adaptation à la maladie chronique
- L'annonce, le travail de deuil et ses étapes ;
- les mécanismes de défense et les stratégies d'adaptation (ou coping) ;
- le vécu psychique de la personne malade et sa relation au temps.

## Formations
L'arrêté du 14 janvier 2015 rend obligatoire la formation pour dispenser l'éducation thérapeutique auprès du patient : au minimum une formation de 40 h. 
Pour le moment, elles sont très disparates et dépendent de l'institut qui fournit la formation. Certains dispensent des Diplômes Universitaires ou interuniversitaires, d'autres juste des attestations de formation. Bien souvent, c'est à travers la pratique quotidienne que le professionnel de santé découvre et se forme de manière autodidacte.
Plusieurs universités proposent des diplômes universitaires (DU) ou inter-universitaires (DIU) ou des masters :
- Amiens-Hôpital Sud-Service d'Endocrinologie Nutrition- DU De l'éducation du patient à l'alliance thérapeutique, Professeur Jean-Daniel Lalau (UFR de Médecine) et Michel Wawrzyniak (UFR de Philosophie et Sciences Humaines et Sociales) Université de Picardie Jules Verne[13].
- Université Claude Bernard Lyon 1 (en partenariat avec l’université de la Méditerranée Aix-Marseille II, l’université d'Auvergne, la Fédération Rhône-Alpes d'Éducation pour la Santé et le Comité Régional d'Éducation pour la Santé Provence-Alpes Côte d'Azur) : Diplôme Inter-Universitaire Éducation du Patient, 2009-2010[14]
- Université de Caen : DU Éducation Thérapeutique du Patient[15] :
- Université de Bourgogne : DU Éducation Thérapeutique du Patient
- Université de Lille I, Université de Lille II, Université de Lille III et le Cerfep (Centre de Ressources et de Formation en Éducation du Patient, service de la Caisse Régionale d'Assurance Maladie Nord-Picardie) : Diplôme Universitaire d'Éducation du Patient : petite présentation et contenu du programme[16]
- Université de Tours : DU Éducation pour la santé : Éducation thérapeutique[17],[18]
- Université de Rouen : Master 2 Professionnel Ingénierie de l'éducation thérapeutique[19]
- Université Pierre-et-Marie-Curie: Master Éducation thérapeutique (2 ans)[20]
- Université Pierre-et-Marie-Curie: DU Éducation thérapeutique (DU 343)[21]
- Université Pierre et Marie Curie - Sorbonne Universités : DU Éducation thérapeutique en gériatrie[22]
- Université des patients (Sorbonne Université)
- Université Paris 13 : Master Santé Publique, Spécialité : Éducation - Santé[23] ; DU Éducation - Santé : Préventions et réduction des inégalités de santé[24]

Plusieurs organismes privés et associations dispensent des formations en Éducation thérapeutique du Patient et délivrent des attestations, par exemple l'ERET -Espace Régional d'Éducation Thérapeutique-(Caen, Normandie, France), le GRIEPS (Paris, Île-de-France, France), l'IPCEM (Paris, Île-de-France, France), l'INFIPP (Villeurbanne, Rhône, France), l'AFDET. (pays francophones).
Une approche critique des référentiels de compétences a été produite par Marc Nagels et Aline Lasserre-Moutet, lors de la réunion d'un groupe d'experts portant sur la conception d'un référentiel de compétences commandité par l'INPES.